# クラッシュ (2004年の映画)
『クラッシュ』（原題：Crash）は、2004年公開のアメリカ映画。配給会社はライオンズゲートで、監督はポール・ハギス。
クリスマスを間近に控えたロサンゼルスで発生した1つの交通事故を起点に、多民族国家であるアメリカで暮らす様々な人々を取り巻く差別、偏見、憎悪、そして繋がりを描く。
1991年にハギス自身が愛車のポルシェをカージャックされた事件を原案に、ハギスとボビー・モレスコが脚本を書いて映画化した。本命と称されていた『ブロークバック・マウンテン』を押さえ、第78回アカデミー賞作品賞受賞作品となった。
日本の公式ホームページのイントロダクションで、交通事故発生後の出来事を描いた映画であると思わせる表現があるが、実際は事故当日とその36時間前からの出来事を描いたものである。

## あらすじ
ロサンゼルス市警察の黒人刑事グラハムとパートナーのリアは、捜査中の事件現場に向かう途中、韓国系女性キム・リーの運転する車に追突される。犯罪現場に到着したグラハムはその遺体を見て呆然とする。
場面は切り替わり、その事件の前日談。ペルシャ系人種の店主であるファハドと彼の娘のドリは、銃の店でどの弾丸を買うべきかを議論している。銃屋の主人はファハドを「オサマ」と呼び、2人は口論となる。ファハドは店を去ることを余儀なくされ、ドリは銃を購入する。
その夜、地区検事リックと彼の妻ジーンは、若い黒人男性アンソニーとピーターに銃を突きつけられ、車を強奪される。事件後、リックとジーン夫婦の家で2人は口論となる。メキシコ系の錠屋ダニエルは、ジーンがリックと口論している内容を耳にする。ダニエルは彼の入れ墨と服装のせいでギャングであるとジーンに疑われていた。ジーンはリックに別の鍵屋を呼び、錠を再び変更するよう要求している。ダニエルは新しい錠の鍵をキッチンカウンターに置き、無言で立ち去る。
同じ頃、パトロール中の警官ライアンと彼のパートナーであるトムは、映像会社勤務のキャメロン監督と彼の妻クリスティンが運転しているSUVを追走していた。夫妻は運転中に口戯をしており、それを目撃したライアンは、本部から出されていたアンソニーとピーターが盗んだ車に出されていた捜索命令を無視し、夫妻を取り調べを優先する。酔っ払っているクリスティンとライアンは口論となる。ライアンはクリスティンに過度の身体検査を行う。クリスティンは涙を堪えながらそれを耐える。ライアンはキャメロンが謝罪した後、今回は警告のみとするとして夫妻を解放する。
カージャックされたSUVで、アンソニーとピーターは駐車中のバンを追い越している間に韓国系男性を轢いてしまう。彼らは病院の前にこの男性を捨て逃走する。
鍵屋ダニエルは、ファハドの店のドアの鍵を交換していた。ダニエルがファハドに鍵を変えてもドア本体そのものを変えないと意味がないので、ドア屋を改めて探すようとファハドに告げるがファハドは耳を貸さない。2人は口論となる。結局ドアとドアの鍵は交換されなかった。翌日、ファハドは自分の店が破壊されたことに気付く。ファハドはダニエルを逆恨みする。
グラハムはパートナーのリアとセックスをしている最中、母親から電話を受ける。グラハムが母親を訪ねると母親は行方不明の弟を見つけるように彼に依頼する。
ライアンは自動車事故の現場に遭遇し、救助のため転覆した車両に入り込むと、昨晩に出会ったクリスティンが閉じ込められているのを発見する。クリスティンは昨晩ライアンに受けた恥辱まがいの身体検査の影響で、彼の手で救出される事を激しく拒む。しかしライアンの必死の様子が伝わり、少しずつ心を開き始める。現場はガソリン引火による大炎上の危険が迫っていた。しかしライアンは命掛けでクリスティンを救出する。
アンソニーとピーターは別の車をカージャックする。その車はキャメロンのものだった。2人はそこで初めてカージャックした相手が黒人であることに気づく。警官が現場に到着し、行き止まりの住宅街でキャメロンの車は警官に取り囲まれ、その車内でアンソニーと2人きりになる。キャメロンは隠れようとするアンソニーを車内に残し、1人で警官らの前に姿を表した。しかしキャメロンは感情が高ぶっており、警官を威嚇するような態度で怒号を発していた。しかし現場の警官トムはなんとかキャメロンを警告のみで済まそうと行動する。無事、解放されたキャメロンはアンソニーを街に下ろす際、犯罪と共にあるアンソニーの生き方について「自分自身を貶めている」と諭す。
ファハドはダニエルの家を見つけて待ち伏せをしていた。ダニエルと遭遇し、ファハドは銃を発砲してしまう。その時、ダニエルの娘はダニエルの腕に飛び込んで父親を守る。ダニエルは叫び声を上げる。しかし彼女は撃たれておらず、無傷のままだった。ファハドは家に戻り、娘のドリに女の子に発砲してしまったが奇跡が起きた、と伝える。ドリはファハドのいない場所で、銃の弾丸の箱を取り出す。その箱には空砲と書かれていた。
警官トムは、ヒッチハイクしているピーターを車に載せる。ピーターとトムは車内に流れる音楽やスポーツ観戦に関する会話をする。しかしピーターは突然笑い始めてしまう。そしてその事でトムを怒らせてしまう。トムはピーターに車を降りろと言う。ピーターはつい突然笑ってしまった理由を話すために、ポケットに手を伸ばす。しかしトムは身の危険を感じ、ピーターに銃を発砲してしまう。息絶えつつあるピーターの手には、トムのダッシュボードに置いてあった『お守り』の小像とよく似た小像があった。トムは近くの茂みで車を燃やし、姿をくらます。その後、大きく燃える車を通りかかったキャメロンが眺めている。
映画冒頭のシーンに戻る。グラハムは一緒に現場に到着し、死体になっている彼の行方不明の『弟』を発見する。グラハムは病院で母から強く拒絶される。アンソニーは盗んだアジア人男性の車を店に売ろうとする。しかし車の中には子どもを含む人身売買の為に閉じ込められた多くのアジア人の人々の姿があった。その後、ロサンゼルスでは珍しく『雪』が降り、また街角で交通事故が起こる。

## キャスト
ジーン
演 - サンドラ・ブロック、日本語吹替 - 松本梨香
リックの妻。白人。黒人によるカージャックに遭ってから有色人種に対する偏見を募らせるが、階段から落ちた時、ヒスパニック系のメイドであるマリアに助けられる。
グラハム
演 - ドン・チードル、日本語吹替 - 山路和弘
ロサンゼルス市警察の黒人刑事。白人刑事が黒人刑事を射殺した事件の担当者として、難しい決定を迫られる。年老いた母親との関係は少々ギクシャクしている。ピーターという名の弟がいる。
ライアン
演 - マット・ディロン、日本語吹替 - 小杉十郎太
勤続17年の白人巡査。職務に忠実だが人種差別主義者であり、黒人に対する嫌がらせをしている。その反面、具合の悪い父親を一人で面倒を見ている。彼の父親は自分で事業を興し、黒人を雇って白人と同等の賃金を与えてきた。
リア
演 - ジェニファー・エスポジート、日本語吹替 - 本田貴子
グラハムのパートナーであり、恋人。ヒスパニック系。
フラナガン
演 - ウィリアム・フィクナー、日本語吹替 - 牛山茂
リックの側近。グラハムに取引を持ちかける。
リック
演 - ブレンダン・フレイザー、日本語吹替 - 堀内賢雄
白人のロサンゼルスの地方検事。アンソニーとピーターに車を奪われる。役職上有権者（特に黒人票）の目を常に気にしている。黒人と白人の秘書がいる。
キャメロン
演 - テレンス・ハワード、日本語吹替 - 小山力也
黒人のテレビディレクター。これまでは周りに合わせて「いい人」として生きてきた。だが目の前で妻が白人の巡査にセクハラされ、仕事仲間に自分が黒人であると再認識されることを気にして何も出来ず自尊心を傷つけられる。アンソニーとピーターに車を奪われそうになった時、怒りを爆発させて猛烈な反撃に出る。
アンソニー
演 - クリス・“リュダクリス”・ブリッジス、日本語吹替 - 咲野俊介
自動車強盗。黒人。世の中は黒人に対する偏見に満ち溢れていると信じているが、彼のそれは妄想に近い（バスの窓が大きいのは乗っている黒人を見て笑うため等）。リックの車を奪い、その車で人身売買に絡んだ韓国人（劇中では「中国人をひいた」と言っているが、アンソニーらは黄色人種はみな中国人だという思い込みがある）を轢いてしまう。同じ車種を狙ってキャメロンの車を奪おうとして反撃を受ける。
クリスティン
演 - タンディ・ニュートン、日本語吹替 - 田中敦子
キャメロンの妻。黒人。ライアンにセクハラされるが、それに対して夫が何もせず、ただ警官に従ったことに悲しむ。後日、交通事故に遭ってライアンに助けられる。
ダニエル
演 - マイケル・ペーニャ、日本語吹替 - 相沢正輝
メキシコ系の錠前屋。刺青とスキンヘッドのため、ジーンに「ギャングのよう」と言われたが、実際には真面目に働く献身的な父親。幼い娘のために安全な地域に引っ越してきたが、逆恨みしたファハドに襲われ、娘を撃たれる。
トム
演 - ライアン・フィリップ、日本語吹替 - 浪川大輔
ライアンの相棒。ライアンの差別的な態度に嫌気が差し、配置換えを望んでいる。未収録シーンでは、男性用ロッカールームで同僚に話しかけるが無視され、冷遇される。
ピーター
演 - ラレンズ・テイト、日本語吹替 - 桐本琢也
アンソニーの友人、グラハムの弟。黒人。一緒に車を盗んでいる。聖クリストファーの像がお守り。
ファハド
演 - ショーン・トーブ、日本語吹替 - 岩崎ひろし
ペルシャ系の小売店主。人々が自分達をアラブ系と勘違いして偏見を持っていると思い込んでおり、家族や店を守るために銃を手に入れる。裏口の錠の修理をダニエルに依頼するが、ドアを換えなければダメだと言われて怒りを募らせる。その後、閉まらない裏口のせいで店を荒らされ、逆恨みして銃を持ってダニエルの元に向かう。
ドリ
演 - バハー・スーメク、日本語吹替 - 林真里花
ファハドの娘。父が銃砲店で銃を購入するのを手助けする。グラハムとピーターの母が号泣する現場に立ち会う。
シャニクア
演 - ロレッタ・デヴァイン、日本語吹替 - 高乃麗
医療相談窓口の責任者。ライアンと電話口で口論となる。ライアンに名前を名乗ると「アフリカ女か」と吐かれ、すぐさま電話を切る。映画終盤、追突事故に巻き込まれる。
チョイ・ジン・グ
演 - グレッグ・パイク
交通事故に遭い、病院に収容される。人身売買に携わっている。すぐさま小切手を換金するように妻のキム・リーに指示する。
キム・リー
演 - アレクシス・リー
映画冒頭の追突事故後にリアと口論となる。映画終盤、病院内で夫のチョイ・ジン・グと再会する。夫の無事を確認し、目に涙を浮かべる。
マリア
演 - ヨミ・ペリー
リックとジーンの家に勤務する家政婦。実はリアの母親であり、未収録シーンには迎えに来た娘リアと合流するシーンがある。
日本語吹替演出：市来満

## 評価
本作はアカデミー作品賞を受賞した一方で、公開当時から批判され、年を追うごとにその評価は大きく揺れ動き、賛否がはっきりと分かれる作品になった。
批評集積サイトRotten Tomatoesでは、242件のレビューに基づき、この映画の支持率は74%、平均点は10点満点中7.2点となっている。同サイトの批評家による評論では、「現代の不安と都市の分断を描いた、生々しく不安を掻き立てる道徳作品である『クラッシュ』は、繋がり合うロサンゼルス市民の生活における偏見と外国人嫌悪の危険性を描いている」とされている。  Metacriticでは、36人の批評家による100点満点中66点の評価を受けている。

### 公開時の評価
ロジャー・イーバートは本作に4つ星満点をつけ、「観客をより良い人間にする可能性を持った映画」と最大限に称賛し、2005年の年間ベスト映画にも選出した。
俳優陣の演技、とりわけマット・ディロン、ドン・チードル、タンディ・ニュートン、マイケル・ペーニャ、テレンス・ハワードの演技は広く称賛された。『バラエティ』誌のトッド・マッカーシーは、ディロン演じる差別的な警官について「限界を越えて権力を乱用しながらも、非凡な勇気を見せる場面が緊張感に満ちている」と書いた。
しかし一方で、物語構成やキャラクターの繋がりについて「作為的」「ご都合主義」といった批判も少なくなかった。『ボストン・グローブ』のタイ・バーは「キャラクターが典型的な脚本上のテンプレートから生まれており、人間というより記号に近い」と評した。また、説教臭く、過剰に教訓的なストーリーテリングへの指摘も多く、Slateのデヴィッド・エデルスタインは「劇的リアリズムの中におとぎ話のような要素が混ざっている」と評している。
映画が描くレイシズムの構図が表層的すぎるとの意見もあり、Salonのステファニー・ザチャレクは「差別は誰の心にもある、という事実を再確認するだけの映画」とし、それが出発点であるべきだと主張した。『ニューヨーク・タイムズ』のA.O.スコットは、「感情に訴えるが生命力に欠け、繊細さを目指して却って露骨に操作的」と評し、映画の意図と実際の効果の乖離を指摘している。
白人キャラクターの「贖罪」による救済描写への批判も根強かった。特に、マット・ディロン演じる警官の救出劇や、ジャン・キャボットが足を挫いてから家政婦に心を開くエピソードなどが不自然だとされた。The Independentのクラリス・ラフリーは「人種差別を個人の性格の問題としか捉えておらず、構造的・歴史的責任から観客を免罪している」と批判している。

### 遡及的評価
2009年には文化批評家のタ・ネヒシ・コーツが「思慮の浅い、最悪の映画」と断言し、同作を「2000年代最悪の映画」と評した。また、ロサンゼルスの歴史的・構造的な人種的不平等を情緒的な多文化主義のイメージで覆い隠しているとの批判もある。
『ニューリパブリック』誌のティム・グリアソンは、映画の描写が「差別の最も破壊的な要素（陰湿な私的な偏見や差別構造）ではなく、あからさまな罵倒に焦点を当てている」と指摘した。『インディペンデント』系の批評では、ペルシャ人の店主が「狂気的で妄想に囚われた人物」として描かれ、宗教的な奇跡によって赦されるという描写にも批判が集まった。
2025年、『ガーディアン』のスコット・トバイアスは同作を「小学生の作文のように、冒頭の主張を最後まで繰り返すだけで、現実の人間の複雑さを描く余地がない」と形容している。

### オスカー論争
第78回アカデミー賞において、『クラッシュ』は作品賞を受賞し、最有力候補と目されていた『ブロークバック・マウンテン』を破った。この結果は、アカデミー賞史上でも「最大の番狂わせ」のひとつとして広く記憶されている。
アカデミー賞の文脈では、『クラッシュ』の勝利が同性愛への偏見の産物だったという指摘もある。批評家ケネス・トゥーランは「アカデミー会員の一部には『ブロークバック・マウンテン』への抵抗があった」と語っている。2015年の『ハリウッド・レポーター』による再投票企画では、『ブロークバック・マウンテン』が『クラッシュ』を抑えて作品賞に選ばれた。
監督ポール・ハギス自身も後年、「その年のベスト映画だったとは思わないが、人々を動かした作品であったことは誇りに思う」と述べている。
2020年、Vanity FairのK・オースティン・コリンズは『クラッシュ』を「キャラクターの成長によって差別が解消されるという、旧態依然のハリウッド的メッセージ映画」と批判した。2024年には『ローリング・ストーン』誌のデヴィッド・フィアが「21世紀の作品賞受賞作の中で最悪」と断言し、「2050年に再びこのランキングを作っても、最下位は変わらないだろう」と締めくくっている。

## DVD / BD
発売・販売元は東宝。DVD版は現在、劇場公開版、ディレクターズカット・エディション共に廃盤。
- クラッシュ 通常版（DVD1枚組、2006年7月28日発売）
- クラッシュ ディレクターズカット・エディション（DVD2枚組、2007年2月23日発売）
- クラッシュ Blu-ray（BD1枚組、2012年2月24日発売）